# جان اشر
جان مَلوری اشر (انگلیسی: John Mallory Asher؛ زادهٔ ۱۳ ژانویهٔ ۱۹۷۱) یک هنرپیشه، فیلم‌نامه‌نویس، و کارگردان اهل ایالات متحده آمریکا است. او از سال ۱۹۹۰ میلادی تاکنون مشغول فعالیت بوده‌است.
او در فیلم خانواده جدید سوئیسی رابینسون بازی کرده است.